# Léonce et Poupette

Léonce et Poupette est un film muet français réalisé par Léonce Perret et sorti en 1913.

## Fiche technique
Source IMDb
- Réalisation : Léonce Perret
- Scénario : Marcel Lévesque
- Genre : Comédie
- Société de production : Société des Etablissements L. Gaumont
- Pays de production : France
- Format : Muet - Noir et blanc - 1,33:1 - 35 mm - Procédé cinématographique : sphérique
- Métrage : 300 mètres
- Date en sortie : France : juillet 1913

## Distribution
Source IMDb
- Léonce Perret : Léonce
- Suzanne Le Bret : Poupette
- Marcel Lévesque : le domestique
- Madeleine Guitty : Miss John